# توم موريلو
توم موريلو (بالإنجليزية: Tom Morello) (و. 1964 – م) هو عازف قيثارة، ومغن مؤلف، وموسيقي، وممثل، وملحن من الولايات المتحدة الأمريكية ولد في مدينة نيويورك.

## التعليم
تعلم في جامعة هارفارد.

## روابط خارجية
- توم موريلو على موقع IMDb (الإنجليزية)
- توم موريلو على موقع الموسوعة البريطانية (الإنجليزية)
- توم موريلو على موقع روتن توميتوز (الإنجليزية)
- توم موريلو على موقع ألو سيني (الفرنسية)
- توم موريلو على موقع ميوزك برينز (الإنجليزية)
- توم موريلو على موقع رولينغ ستون (الإنجليزية)
- توم موريلو على موقع أول موفي (الإنجليزية)
- توم موريلو على موقع قاعدة بيانات الأفلام السويدية (السويدية)
- توم موريلو على موقع إن إن دي بي (الإنجليزية)
- توم موريلو على موقع أول ميوزيك (الإنجليزية)